# Prealpes bávaros
Los Prealpes bávaros (en alemán: Bayerische Voralpen) son una cadena montañosa dentro de los Alpes Calcáreos del Norte, en el sur de Alemania. Incluyen la región entre el río Loisach al oeste y el río Inn al este; la cordillera tiene unos 80 kilómetros de largo y 20-30 kilómetros de ancho. El término no se define políticamente, sino alpino-geográficamente porque pequeñas zonas de los Prealpes bávaros se encuentran en el Tirol (por ejemplo, el Hinteres Sonnwendjoch al sur del Rotwand).
El término no debe confundirse con los Alpes bávaros o el Antepaís alpino. Estos términos incluyen toda la región alpina (junto con partes de Wetterstein, Karwendel, etc.) y todo el Antepaís alpino en el territorio del estado bávaro.
Excepto en las montañas de Ester en el extremo oeste, las cumbres de los Prealpes bávaros están todas por debajo de los 2000 metros de altura y solo unas pocas tienen acantilados de piedra caliza prominentes.

## Extensión

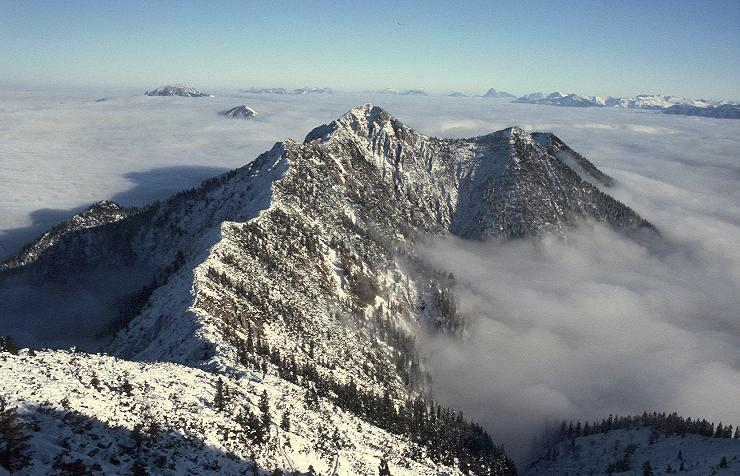
El Herzogstand (1731 m) desde el Heimgarten

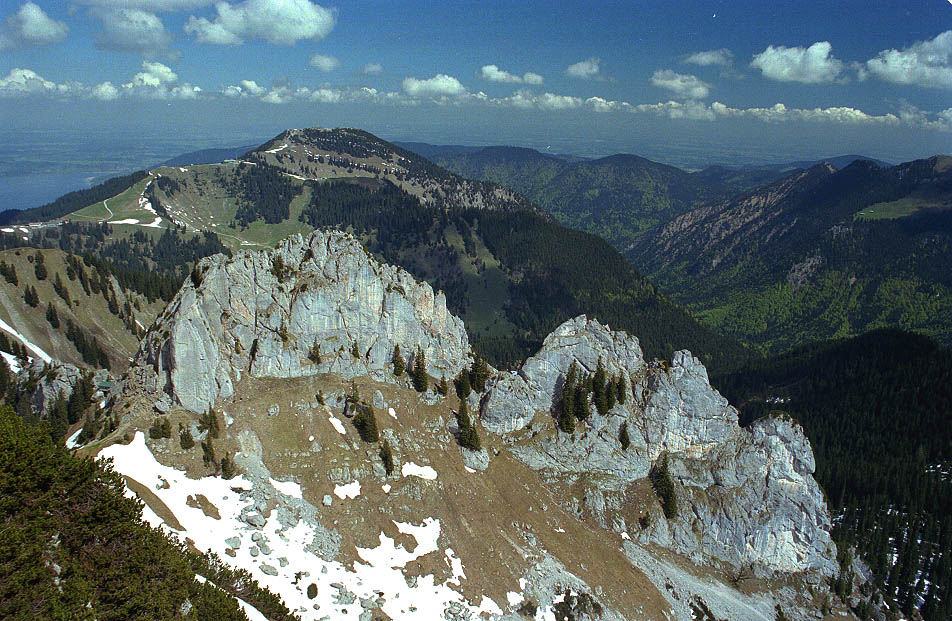
El Plankenstein (1768 m) desde el Risserkogel

Según la clasificación de 1984 de los Alpes orientales realizada por el German Alpine Club, los Prealpes bávaros se delimitan de la siguiente manera: Región prealpina desde Murnau pasando por Kochel am See, Bad Tölz hasta Rosenheim – Inn hasta Kiefersfelden – Kieferbach – Glemmbach – Ellbach – Kaiserhaus (en Brandenberg ) – Brandenberger Ache – Erzherzog-Johann-Klause (en Brandenberger Ache) – Sattelbach – Ampelsbach – Achenbach – Walchen – Isar a Krün – Kranzbach – Kankerbach – Garmisch-Partenkirchen – Loisach a Murnau.

### Subdivisión
La parte más occidental de los Prealpes bávaros está formada por los montes de Ester y su pico más alto, el Krottenkopf (2.086 metros), que es también la cumbre más alta de los Prealpes. Al noreste, la cordillera está delimitada por el Herzogstand y el Heimgarten y la larga cresta del Benediktenwand. 
La parte oriental de los Prealpes, entre los ríos Isar e Inn, se conoce como los Alpes del Mangfall, porque sus arroyos -el Rottach, el Weißach, el Schlierach y el Leitzach- desembocan en el río Mangfall, que drena toda la zona y constituye un importante depósito de aguas subterráneas para la ciudad de Múnich. El pico más alto de la parte oriental de los Prealpes bávaros -situado en territorio estatal austriaco a pesar del nombre- es el Hinteres Sonnwendjoch, con 1.986 metros sobre el nivel del mar.

### Cordilleras vecinas
Los Prealpes bávaros limitan con las siguientes cadenas montañosas de los Alpes:
- Alpes del Chiemgau (al este)
- Montañas del Kaiser (al sureste)
- Alpes de Brandenberg (al sur)
- Karwendel (al sur)
- Montañas de Wetterstein (al suroeste)
- Alpes de Ammergau (al oeste)

Al norte, los Prealpes bávaros limitan con el Antepaís alpino.

## Picos notables
| - Benediktenwand - Bischof - Heimgarten - Herzogstand - Hinteres Sonnwendjoch | - Hirschberg - Karwendel - Krottenkopf - Neureuth - Plankenstein | - Rechelkopf - Risserkogel - Roßstein and Buchstein - Rotwand - Seekarkreuz |

## Turismo

### Montañismo
Muchos picos de los Prealpes bávaros forman parte de las Hausbergen ("montañas de casa") de Múnich y pueden escalarse durante todo el año a pie, con esquís de montaña o con raquetas de nieve. Hay buenas y sencillas rutas, incluso familiares, a la mayoría de las cumbres. Varias de ellas también ofrecen rutas de escalada pintorescas y generalmente bien protegidas en una amplia gama de grados de escalada (UIAA II a X): el Roßstein y el Buchstein, el Plankenstein (Direkter Ostgrat: IV+, Nadel Südwand: X), Ruchenköpfe (Münchner Riß: III, Dülfer Riß: IV). Un clásico del esquí de travesía es el Rotwand-Reib'n, que llega hasta el Rotwand.

### Rutas de senderismo de largo recorrido
La Vía Alpina, un sendero transfronterizo de largo recorrido con cinco tramos de ruta, recorre todos los Alpes, incluidos los Prealpes bávaros.
El Camino de la Violeta de la Vía Alpina discurre en 9 etapas por los Prealpes bávaros de la siguiente manera:
- La etapa A51 va desde Oberaudorf hasta Brünnsteinhaus
- La etapa A52 va desde Brünnsteinhaus hasta Rotwandhaus a través de Ursprungtal
- La etapa A53 va desde Rotwandhaus hasta Sutten a través del Spitzingsee
- La etapa A54 va de Sutten a Kreuth a través del Risserkogel
- La etapa A55 va de Kreuth a Lenggries a través de Hirschberghütte y Lenggrieser Hütte
- La etapa A56 va desde Lenggries hasta Tutzinger Hütte a través de Brauneck
- La etapa A57 va desde der Tutzinger Hütte hasta el Herzogstand a través de Kesselberghöhe
- La etapa A58 va desde el Herzogstand hasta Weilheimer Hütte pasando por Eschenlohe
- La etapa A59 va desde der Weilheimer Hütte hasta Garmisch-Partenkirchen a través de Wank

El Sendero de los Sueños Múnich-Venecia (Traumpfad München-Venedig), también atraviesa los Prealpes bávaros. Aunque no es un sendero oficial de gran recorrido, se ha hecho muy conocido porque en su creación participaron muchos clubes de senderismo y estados. El tercer tramo del Sendero de los Sueños va de Geretsried a la Gipfelhaus de Brauneck pasando por Bad Tölz y Lenggries. La mayor parte de esta etapa se encuentra en la zona de los Alpes. La cuarta etapa va desde el Brauneck-Gipfelhaus pasando por el Benediktenwand en Jachenau. La quinta etapa va desde el Jachenau hasta Vorderriß, donde el camino entra en el Karwendel. El punto final está en Hinterriß.
Además, existe la Via Bavarica Tyrolensis, un carril bici de 225 kilómetros desde Múnich hasta el Tirol.

## Galería

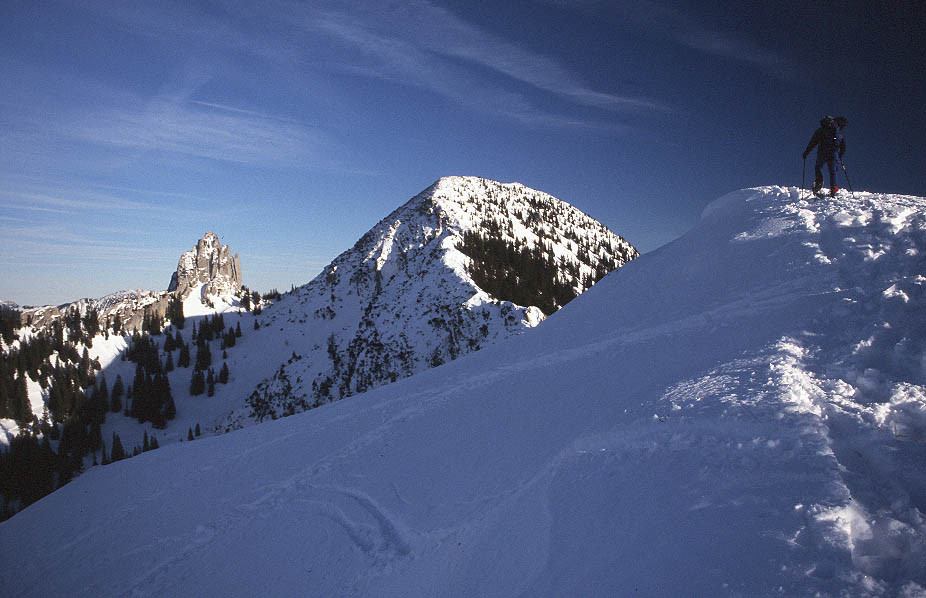
El Plankenstein y el Risserkogel, montes Tegernsee
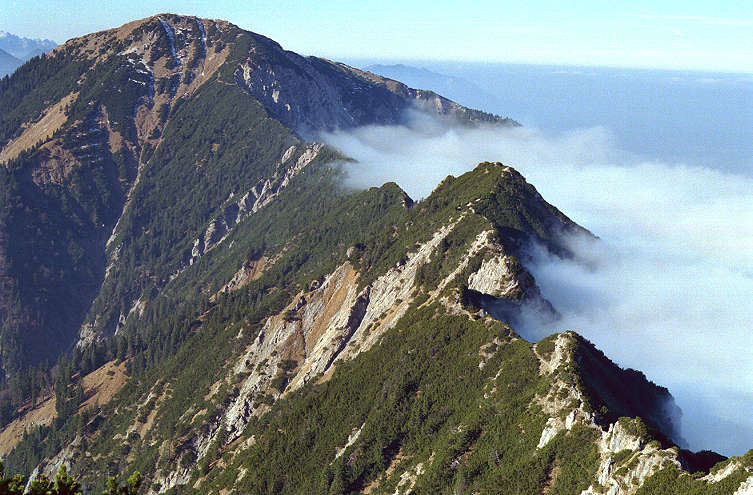
El Heimgarten desde el Herzogstand
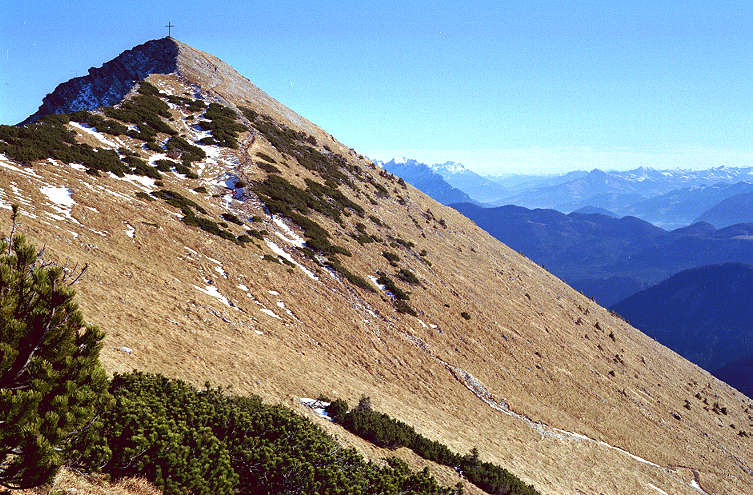
El Hinteres Sonnwendjoch
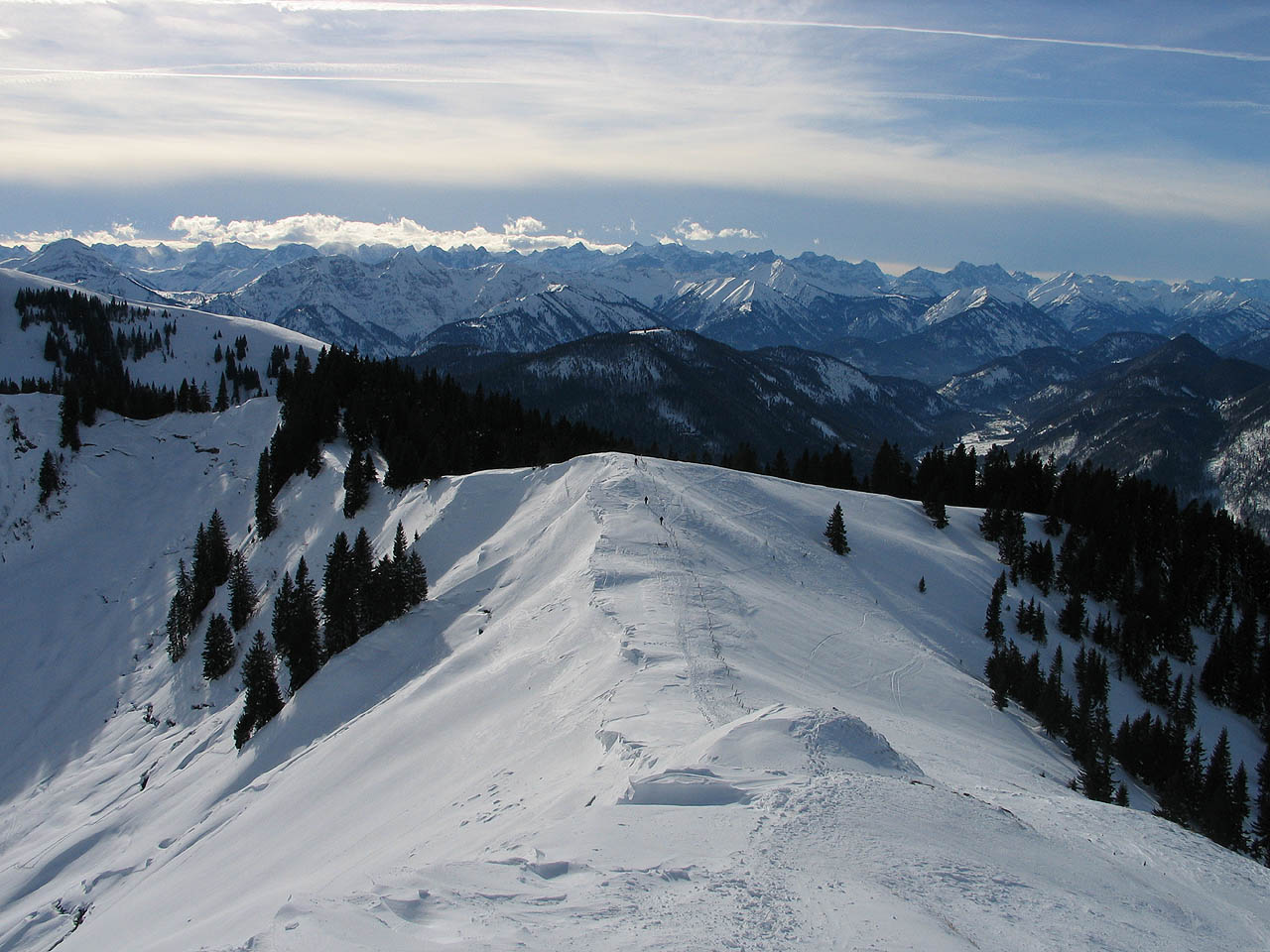
Vista del Karwendel desde el Seekarkreuz (5252,6 pies)